# El hotel de los líos. García y García 2
El hotel de los líos. García y García 2 és una pel·lícula espanyola dirigida per Ana Murugarren i protagonitzada per José Mota, Pepe Viyuela i Paz Padilla. Els acompanyen Diego Arroba, Ricardo Castella, Mikel Losada i Antonio Resines. S'ha subtitulat al català.

## Sinopsi
Un grupet de nens científics acabaran traient les castanyes del foc dels protagonistes amb el seu extraordinari i revolucionari invent, crucial per a vèncer els dolents de pacotilla.

## Repartiment
| Personatge       | Intèrpret                |
| ---------------- | ------------------------ |
| Javier García    | José Mota                |
| Javier García    | Pepe Viyuela             |
| Martina          | Paz Padilla              |
| Oso              | Diego Arroba             |
| Pati             | Meteora Fontana          |
| Benito           | Mikel Losada             |
| Director Colegio | Antonio Resines          |
| Hector           | Ricardo Castella         |
| Lucas            | Carlos González Morollón |
| Lola             | Daniela Casas            |
| Luna             | Carla Chiorazzo          |
| Leo              | David Calderón           |
| Laín             | Pablo Fernández Pericas  |
| Paquito          | Carlos Pulpón            |
| Claudio Policía  | Ettore Colombo           |
| Caridad          | Carmen Esteban           |
| Marifé           | Mila Espiga              |
| Espe             | María Cabrera            |